# Manufactum II
Manufactum II è il secondo album live del gruppo musicale tedesco Saltatio Mortis, pubblicato nel 2010.

## Tracce
1. Der Merseburger Zauberspruch – 4:06
2. Varulfen – 4:42
3. Dr. Eisenhans – 3:02
4. Skudrinka – 3:01
5. Douce Dame Jolie – 6:19
6. Dessous Le Pont De Nantes – 2:51
7. Equinox – 3:48
8. Prometheus – 4:56
9. Le Corsaire – 3:55
10. Ali Ben – 3:37
11. Veitstanz – 4:00
12. Drunken Sailor – 4:03
13. Tulla – 4:40
14. Palästinalied (Via Infernale) – 3:54
15. Spielmannsschwur – 3:48
16. Loch Lomond – 3:36
17. Ecce Gratum – 3:06

## Formazione
- Alea der Bescheidene - voce, cornamusa, ciaramella, arpa, Didgeridoo, bouzouki irlandese, chitarra
- Lasterbalk der Lästerliche - batteria, tamburi turchi, tamburi, timpani, percussioni, programmazione
- Falk Irmenfried von Hasen-Mümmelstein - voce, cornamusa, ciaramella, ghironda
- El Silbador - cornamusa, ciaramella, uilleann pipes, low whistle, biniou
- Bruder Frank - basso elettrico, Chapman Stick
- Herr Samoel - arpa, chitarra
- Jean Méchant der Tambour - batteria, percussioni
- Magister Flux - Pirotecnica, design